# Hadâm Suleiman Paşa
Hadâm Suleiman Paşa (Hadim Suleiman Pasha, uneori cu varianta Hadân sau Hadin, sau Soliman Pașa) a fost un beilerbei al Rumeliei în timpul sultanului Mahomed al II-lea. 
Este cunoscut ca fiind eunuc. În 1474 a asediat fortăreața Iskenderiye (Shkodër), pe teritoriul Albaniei de azi, aflată sub control venețian. Fortăreața a fost apărată de un anume Antonio Loredano. Trupele otomane au reușit să distrugă părți din fortăreață, dar în final nu au reușit să o cucerească. și Suleiman a trebuit să se mulțumească doar cu jaful.
A primit apoi poruncă de la sultanul Mehmed al II-lea să pornească cu armatele sale asupra Moldovei, a cărui principe, Ștefan cel Mare, a refuzat să plătescă dări sultanului. Suleiman s-a împotrivit inițial la marșul împotriva Moldovei, deoarece trupele sale erau extenuate din cauza asediului eșuat din Albania, în plus era îngrijorat de apropierea iernii, dar nu a îndrăznit să se opună deciziei sultanului. În Decembrie 1474, trupele otomane numărând cca. 100.000 de oameni au pornit de la Sofia către Moldova. Pe drum, în Țara Românească, li s-au alăturat cca. 17.000 de munteni de la Radu cel Frumos, care fusese înlocuit de Ștefan cel Mare de pe tron, cu Laiotă Basarab. La 10 ianuarie 1475, cele două armate se întâlnesc la Podul Înalt, lângă Vaslui. În ciuda diferenței mari de forțe, cca. 120.000 de turci (cu tot cu munteni) împotriva a cca. 49.000 de moldoveni (cu tot cu polonezi, unguri și transilvănenii veniți în ajutor), Suleiman Pașa suferă o înfrângere zdrobitoare în confruntarea cu Ștefan cel Mare, pierzând după spusele unor cronicari, o mare parte a armatei sale.